# Frau mit Sonnenschirm vor einem Hutladen
Frau mit Sonnenschirm vor einem Hutladen (Nederlands: Vrouw met parasol voor een hoedenwinkel) is een schilderij van de Duitse expressionistische kunstschilder August Macke, geschilderd in 1914, olieverf op doek, 60,5 x 50,5 centimeter. Het toont een dame die een blik werpt in een hoedenwinkel, geschilderd in een abstract-impressionistische stijl. Het werk bevindt zich thans in de collectie van het Museum Folkwang te Essen.

## Context
Macke verhuisde in november 1913 met zijn vrouw Elisabeth naar Hilterfingen, aan het Meer van Thun, waar zijn schoonmoeder een huis had. Het kleine, geordende burgerlijke stadje inspireerde hem tot een reeks rustige, ingetogen composities, zonder inhoudelijke betekenis. In het bijzonder leek hij gefascineerd door etalages van hoedenwinkels, welke hij een groot aantal keren tot thema van zijn schilderijen zou maken. Duidelijk zichtbaar in deze werken is een gerichtheid op onderwerpen uit het dagelijkse leven en het voorbijgaande moment, zoals we die ook kennen van de impressionisten. De formaliserende abstractie zorgt weliswaar voor een zekere afstandelijkheid, maar desalniettemin stralen zijn werken uit deze periode, lopend tot april 1914, een opvallende positiviteit uit.
Macke sneuvelde aan het begin van de Eerste Wereldoorlog, in september 1914, aan het front in Frankrijk.

## Afbeelding
Frau mit Sonnenschirm vor einem Hutladen wordt gezien als de rijpste van Mackes etalage-schilderijen. Het ontstond direct na Zwei Frauen vor dem Hutladen en borduurt daar ook op voort. Thema en sfeer zijn vergelijkbaar, typisch stads, maar allesbehalve luid en hectisch. De vrouwenfiguur, gekleed in een elegant pakje, een hoed met een wit boeketje op het hoofd en een parasol over haar schouder, zou zo uit dat eerdere werk weggelopen kunnen zijn. De dame heeft geen gezicht en blijft anoniem, als een modepop.
Compositorisch heeft Macke de beeldruimte helder geordend, vanuit duidelijke diagonale perspectieflijnen. De in vlakken uiteenvallende geometrische vorm van de stenen gevel met de gebeeldhouwde pilasters en de etalage, alsook de geabstraheerde figuur, voegen zich als mozaïekstenen in de structuur van het schilderij en vormen een geïntegreerde eenheid. Dat geldt ook voor het kleurgebruik, met bewust gekozen accenten rond het midden. De kleding van de vrouw, overwegend warm-rood en geel, correspondeert met de op standaarden geplaatste hoeden in de etalage, die zijn versierd met linten en veren. In de ruit breekt het licht. Spiegelingen vermengen zich zowel binnen als buiten met de ruimtes en oppervlakten. De transparante vlakken in de etalage vinden een echo in de rustieke rustica-pilaster aan de zijkant.
De aantrekkingskracht van het werk zit hem vooral in de heldere en vaste kracht van de compositie en de stralende expressieve kracht van de contrasterende kleuren. De atmosferische figuratieve situatiebeschrijving vermengt zich op een vanzelfsprekende wijze met een koele abstracte uitwerking, waarmee het schilderij een bijzondere klassiek-moderne spanning in zich draagt.

## Historie
Frau mit Sonnenschirm vor einem Hutladen werd in 1920 aangekocht door het Museum Folkwang, toen nog Essener Kunstmuseum geheten. In 1937 werd het door de nazi' 's in beslag genomen als Entartete Kunst, maar in 1953 kon het werk door het museum teruggekocht worden, met steun van de gemeente Essen. Thans geldt het er als een van haar topwerken binnen de collectie moderne Duitse kunst.

## Andere 'Hoedenwinkels'

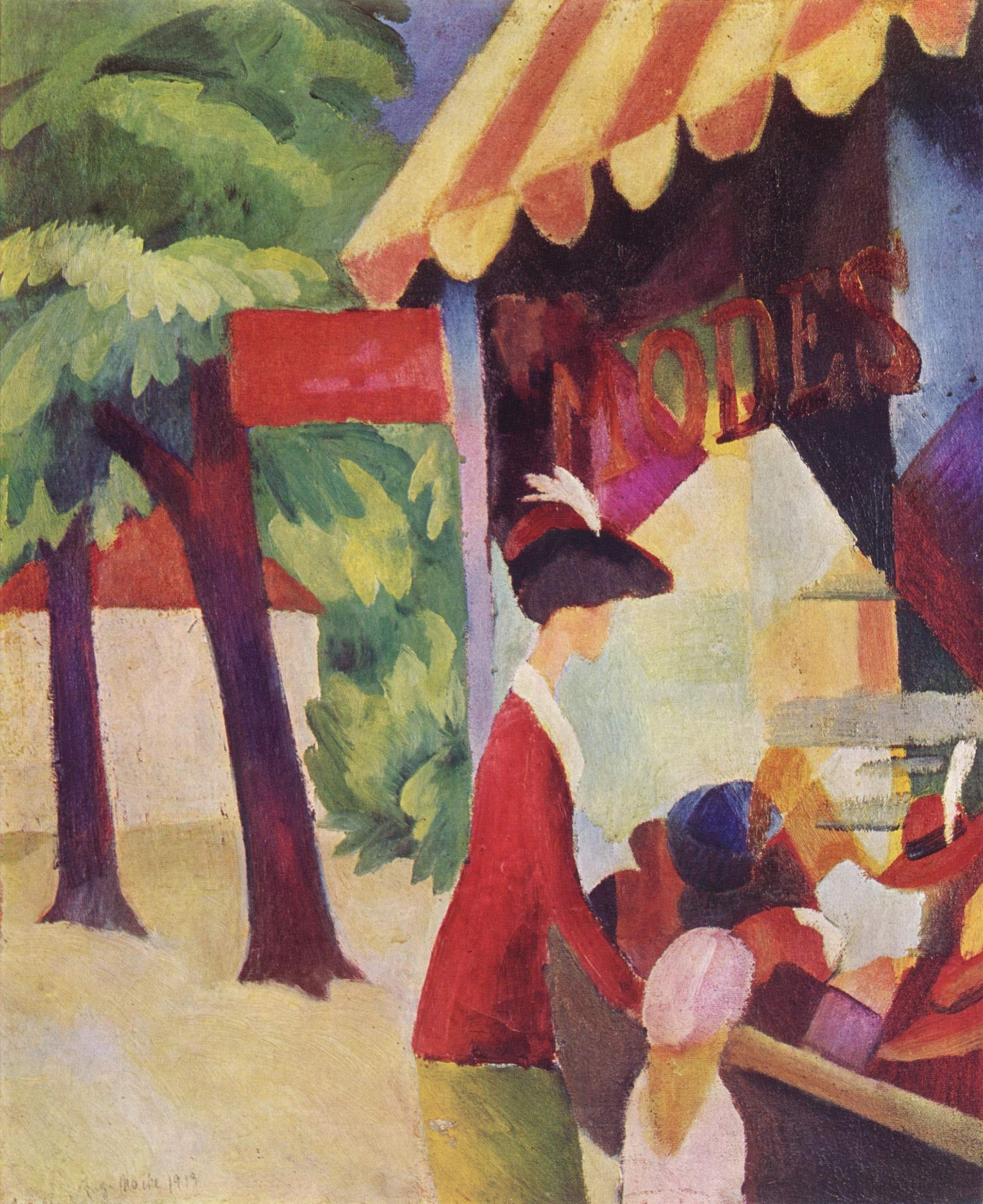
Vor dem Hutladen (Frau mit roter Jacke und Kind)
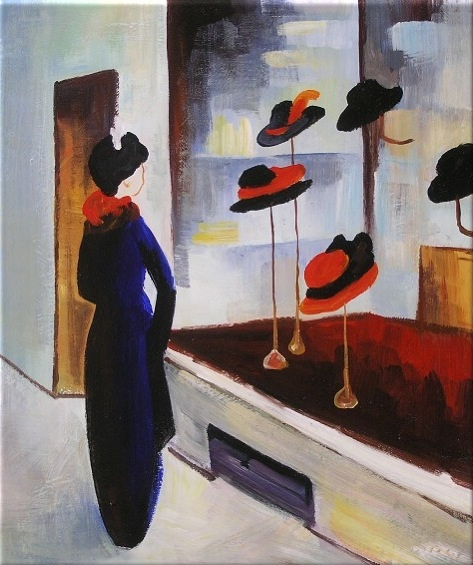
Hutladen
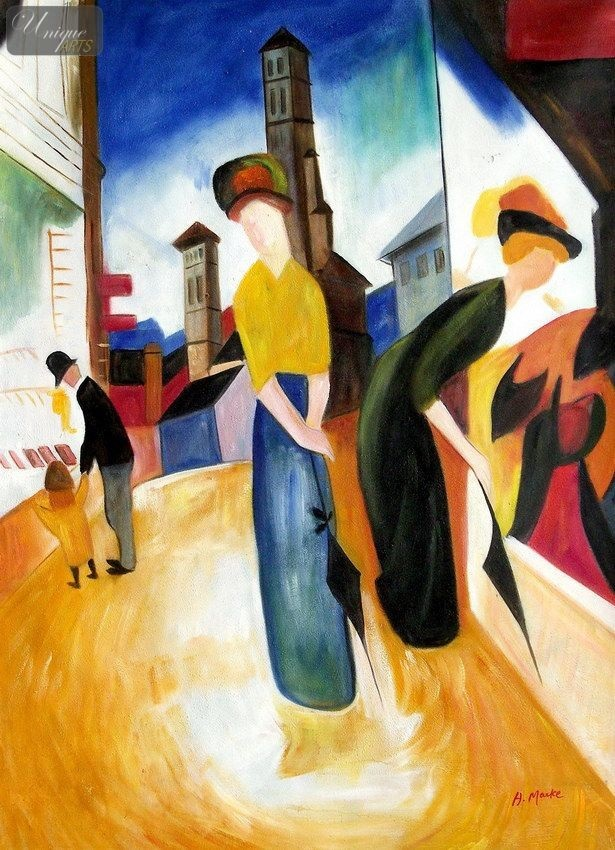
Zwei Frauen vor dem Hutladen
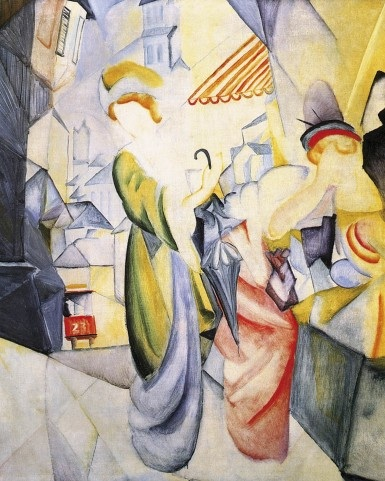
Helle Frauen vor dem Hutladen
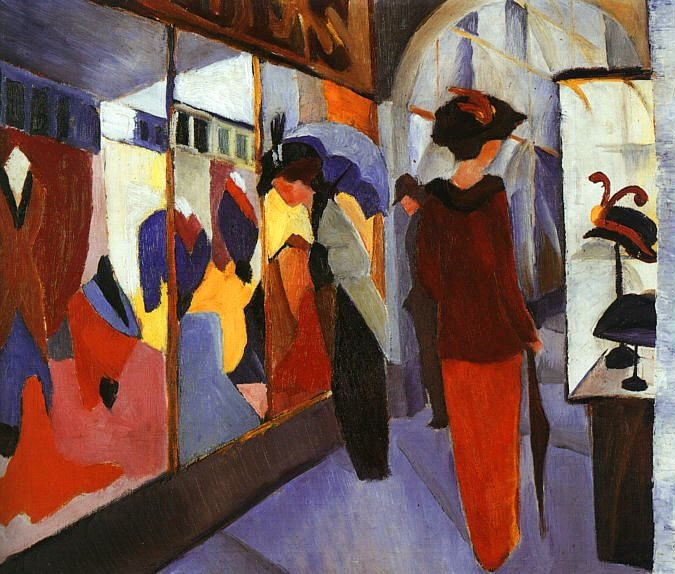
Zwei Frauen vor dem Hutladen
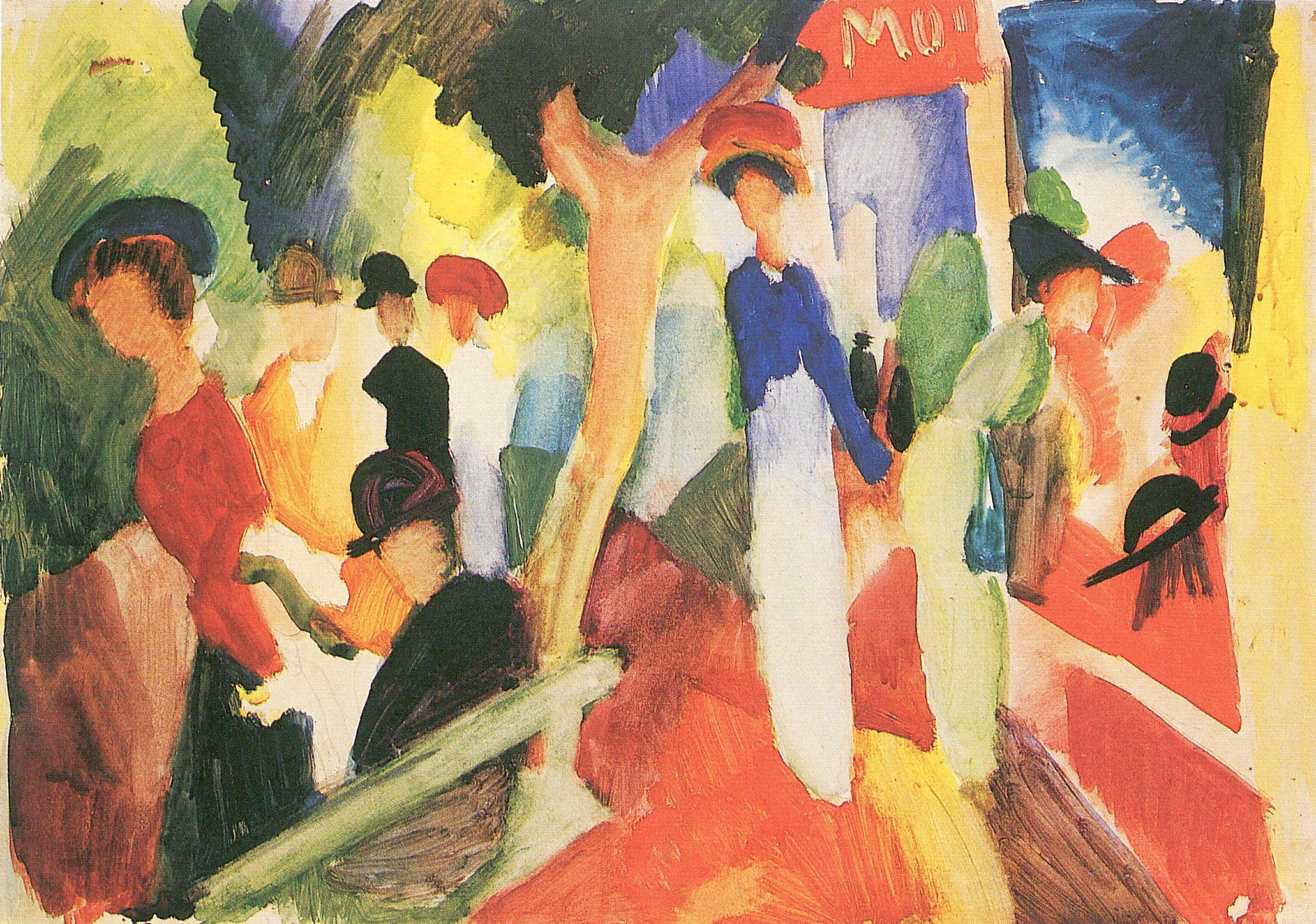
Hutladen an der Promenade